# Шёнборн, Кристоф
Кристоф Мария Михаэль Гуго Дамиан Петер Адальберт фон Шёнборн (нем. Christoph Maria Michael Hugo Damian Peter Adalbert von Schönborn; род. 22 января 1945, замок Скалка, окрестности Литомержице, Богемия, Чехословакия) — австрийский кардинал, теолог, доминиканец. Титулярный епископ Сутри с 29 сентября 1991 по 14 сентября 1995. Вспомогательный епископ Вены с 29 сентября 1991 по 13 апреля 1995. Коадъютор Вены с 15 апреля по 14 сентября 1995. Архиепископ Вены и примас Австрии с 14 сентября 1995 по 22 января 2025. Кардинал-священник с титулом церкви Джезу-Дивин-Лавораторе с 21 февраля 1998.

## Семья
Родился в дворянской немецкой семье. Второй сын графа Гуго Дамиана фон Шёнборна и баронессы Элеоноры Оттилии Хильды Марии фон Добльхофф. У Кристофа Шёнборна есть два брата и сестра. В сентябре 1945 года семья была вынуждена покинуть страну, как и другие немцы, жившие в Чехословакии, и переехать в Австрию. Родители развелись в 1959 году.

## Образование
Вступил в Доминиканский орден в 1963 году. Изучал теологию в доминиканском теологическом учебном заведении Le Saulchoir в Париже, философию и психологию в Венском университете, славистику и историю византийского христианства в Сорбонне, теологию в Католическом институте Парижа. Получил степень лиценциата теологии в 1971 году, доктора теологии — в 1974 году в Париже. Рукоположён в священники архиепископом Венским кардиналом Францем Кёнигом 27 декабря 1970 года.

## Научная деятельность
- В 1973—1975 годах — духовник студенческой общины в университете Граца.
- В 1976—1991 годах — профессор догматики христиатского Востока во Фрибургском университете, Швейцария.
- В 1980—1991 годах — одновременно, член теологической комиссии Швейцарской епископской конференции, в 1980—1987 годах — швейцарской комиссии по диалогу между православными и римокатоликами, в 1980—1984 годах — швейцарской комиссии по диалогу между римокатоликами и (другими) христианами.
- С 1980 года — член Международной теологической комиссии, с 1984 года — член организации «Pro Oriente», созданной для поддержки отношений между католической церковью и восточными церквами (не только православными, но и дохалкидонскими).

Сторонник диалога между римо-католиками и православными. Почётный доктор православного богословского факультета Бухарестского университета. Говорит на шести языках.
Известный богослов, значительное влияние на него оказали труды святых Восточной церкви, а также св. Фомы Аквинского. Автор монографии о св. Софронии Иерусалимском, занимался исследованием деятельности и трудов св. Максима Исповедника. Среди других его наиболее известных работ — книги «Икона Христа. Богословское введение», «Бог послал Сына Своего. Христология».
Папа Иоанн Павел II поручил ему подготовить новый Катехизис католической церкви. Шёнборн был секретарём комиссии Конгрегации доктрины веры по подготовке этого документа (в 1987—1992 годах). В этом качестве активно сотрудничал с кардиналом Йозефом Ратцингером (впоследствии — папа Бенедикт XVI).

## Епископ и кардинал
29 сентября 1991 года поставлен в титулярные епископы Сутри, помощники архиепископа Вены. Рукоположён в епископы кардиналом Хансом Германом Гроэром, архиепископом Венским. С 13 апреля 1995 года — коадъютор (наместник) Венской архиепископии. С 14 сентября 1995 года — архиепископ Вены. Шёнборн был назначен Иоанном Павлом II членом священной коллегии кардиналов на консистории 21 февраля 1998 года. Кардинал-священник с титулом церкви Джезу-Дивин-Лавораторе. С июня 1998 года — председатель Австрийской епископской конференции.
Был одним из папабилей (кандидатов на папство) в 2005 году. Православный архиепископ Львовский и Галицкий Августин в это время дал такую оценку его кандидатуре:
Лично я хотел бы, чтобы новым Папой был избран кардинал Кристоф Шёнборн, архиепископ Венский, примас Австрии, с которым я лично знаком. Это крупный богослов и очень трезвый в своем взгляде на Церковь и общество иерарх. Мне кажется, что в случае его избрания Папой наши отношения с Католической Церковью стали бы лучше. Хотя нельзя за это ручаться на сто процентов, но, думаю, хуже для православных не будет.
Во время своего визита в Израиль Шёнборн осудил послевоенное выселение из Чехословакии судетских немцев, однако подчеркнул, что этот шаг был следствием договорённости держав-победителей в интересах сохранения мира в Европе.
Кардинал Кристоф Шёнборн благословил концерт рок-музыки в Соборе святого Стефана в Вене, который прошел в начале декабря 2018 года в рамках Всемирного дня борьбы со СПИДом и вызывал крайне неоднозначную оценку со стороны верующих католиков.
22 января 2025 года Папа Франциск принял отставку кардинала Шёнборна с поста архиепископа Вены и назначил апостольским администратором sede vacante преподобного Йозефа Грюнвидля.

## Кардинал Шёнборн и теория эволюции
В 2005 году подверг критике некоторых сторонников теории эволюции:
Начиная с 1996 года, когда Папа Иоанн Павел II сказал, что эволюция это «больше чем просто гипотеза», сторонники неодарвинистской догмы часто заявляли, что Католическая церковь принимает или, по крайней мере, не возражает против их теории, которая якобы совместима с христианством. Но это не так. Эволюция в смысле общего происхождения видов, возможно, и имела место, но эволюции в дарвиновском понимании, как незапланированного хаотичного процесса и естественного отбора, не было. Любая теория, отрицающая участие высшего разума в создании жизни — это чистая идеология, а не наука.
Позднее разъяснил, что Церковь принимает теорию эволюции как полноценную науку и возражает только против утверждений тех дарвинистов, которые считают будто эволюция опровергает существование Бога.